# Nicasio Velayos Velayos
Nicasio Velayos y Velayos (14 de diciembre de 1877 – Ávila, 21 de junio de 1951) fue un abogado y político español, de ideología derechista, miembro del partido Agrario Español, diputado en las Cortes y ministro durante la II República.

## Biografía
Nació el 14 de diciembre de 1877 en Cardeñosa o en Ávila.
Se trataba de un reputado abogado penalista, terrateniente de la provincia de Ávila, con un importante patrimonio inmobiliario adquirido por su familia durante la desamortización del siglo XIX, que fue elegido diputado por el distrito electoral de Ávila, representando al Partido Liberal, de la fracción afecta al Conde de Romanones, en las elecciones de 1916, 1918 y 1923. En agosto de 1913 fundó el periódico de ámbito local, El Liberal de Àvila.
Tras proclamarse la Segunda República obtendría escaño en Cortes por la circunscripción de Ávila en las elecciones de 1931, 1933 y 1936 en las que participó como miembro del Partido Agrario.
Fue ministro de Agricultura en el gobierno que presidió Alejandro Lerroux entre el 6 de mayo y el 25 de septiembre de 1935. Entre sus medidas más importantes al frente del ministerio, elaboró la "Ley para la reforma de la reforma agraria", que presentó el 3 de julio de 1935, y que interviniendo en la Ley de Reforma Agraria de España de 1932, trató de ampliar el margen de protección ante las expropiaciones forzosas de los propietarios expropiados, permitiéndoles entre otras vías, recurrir los justiprecios fijados de forma unilateral por el gobierno, lo que, aun cuando introducía mayor equidad y justicia en la norma, venía a constituir una auténtica contrarreforma agraria que a la larga influiría en la frustración de numerosos sectores del proletariado rural y jornalero, motivando en parte el triunfo del Frente Popular en las elecciones de 1936. Con todo, la citada reforma introdujo un cauce de "utilidad social" que permitía al gobierno la anexión de tierras de forma automática, sin lugar a recurso alguno; este principio sería utilizado por gobiernos posteriores de signo contrario para facilitar la ocupación de tierras. 
De propia iniciativa trató de articular mecanismos que estabilizaran a la larga el precio del trigo, protegiendo a los agricultores, retirando del mercado el cereal en tiempos de sobreproducción y reintroduciéndolo en épocas de carestía, medida que sería aplicada por los ministros franquistas en décadas posteriores, pero que en su momento fracasó aun cuando para ello se trató de conformar un consorcio regulador del mercado triguero.
Su ideario político se movía entre el liberalismo radical de sus inicios y el proteccionismo del campo castellano de tintes conservadores en una época posterior, donde curiosamente siempre hizo gala de profundas convicciones republicanas. En su pugna con el partido conservador en los años 10 y 20 del pasado siglo llegó a ser tildado de anticlerical ferviente y fue duramente criticado por sectores ultracatólicos de su ciudad. Ya durante la Segunda República mantuvo amistad con otros republicanos de signo contrario y socialistas como Indalecio Prieto y posteriormente, acabada la guerra civil medió ante las autoridades, utilizando algunos contactos de sus tiempos como diputado, para sacar de la prisión a personas encarceladas por su militancia izquierdista.
Aunque perdió a un hijo fusilado en el Madrid republicano durante la guerra civil, fue aislado por el régimen franquista y llegó a ser sometido a estrecha vigilancia policial.
Apreciado como jurista, ostentó el cargo de decano del Colegio de Abogados de Ávila hasta su muerte. 
Falleció en Ávila el 21 de junio de 1951.